# Araneus stabilis
Araneus stabilis là một loài nhện trong họ Araneidae.
Loài này thuộc chi Araneus. Araneus stabilis được Eugen von Keyserling miêu tả năm 1892.